# Plecak

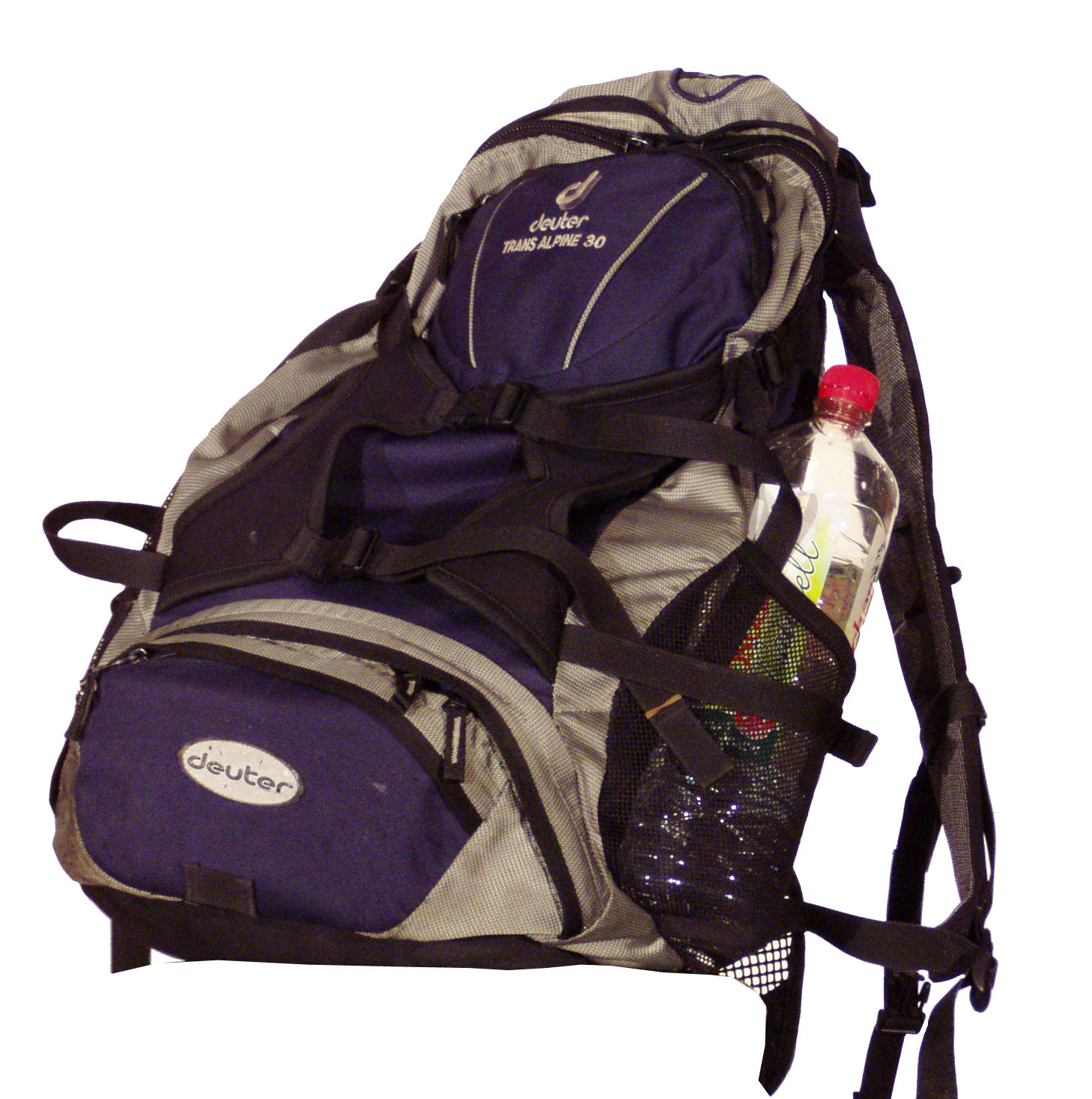
Plecak wycieczkowy

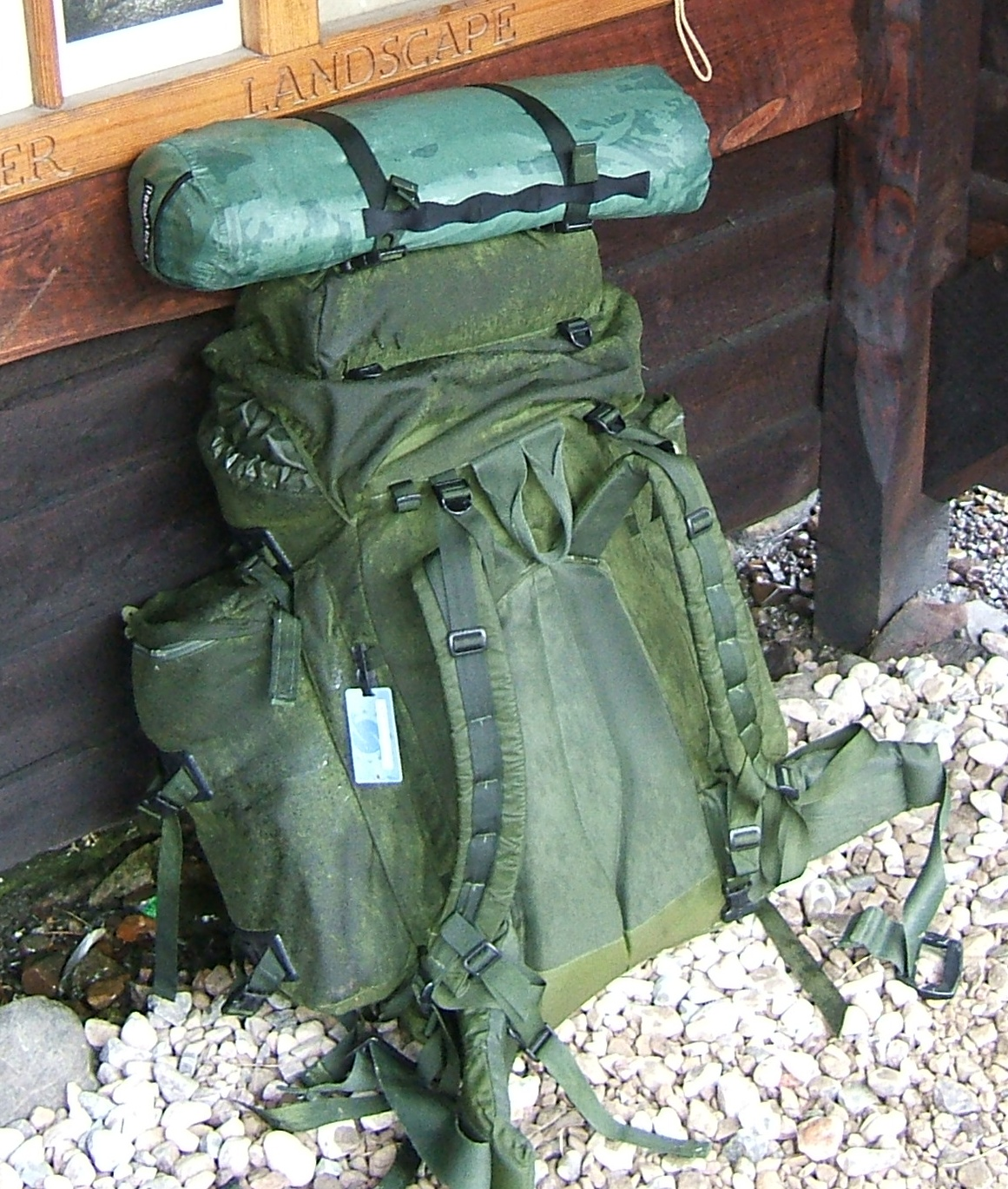
Plecak turystyczny

Plecak – torba z dwoma paskami, noszona na plecach. Popularny w turystyce. Duże plecaki zazwyczaj wyposażone są w stelaż, który rozkłada ciężar plecaka bardziej równomiernie na plecach człowieka. Pojemność plecaka zazwyczaj określa się w litrach.
Rodzaje plecaków:
- miejski – nieduży, o pojemności do 30 l, wykorzystywany w mieście i na krótkich wycieczkach, często także jako tornister szkolny.

- wycieczkowy – o pojemności od 30 do 50 l. Przeznaczony na krótkie, kilkudniowe wyjazdy, często posiada stelaż wewnętrzny i pas biodrowy oraz kieszenie zewnętrzne, w których mogą być umieszczone napoje dostępne w łatwy sposób bez potrzeby otwierania plecaka (przy pomocy drugiej osoby także bez potrzeby jego zdejmowania).

- turystyczny – o pojemności rzędu 40 do 90 l. Wykonany z mocnych materiałów (np. cordura), przeznaczony na dłuższe wyjazdy. Najczęściej jest wyposażony w stelaż (dawniej zewnętrzny, obecnie wewnętrzny) i regulowany system nośny z szerokim pasem biodrowym (po odpowiednim spakowaniu przenosi on na biodra większą część masy plecaka, zmniejszając obciążenie ramion i kręgosłupa), dwie komory z osobnym dostępem (górna i dolna), komin pozwalający powiększyć pojemność plecaka o dodatkowe kilka litrów, dużą liczbę kieszeni bocznych, tylnych i górnych zapinanych na zamek, pewną liczbę troków służących do przymocowania przedmiotów na zewnątrz komory, a także zintegrowany pokrowiec przeciwdeszczowy.

- wyprawowy – o pojemności rzędu 85-120 l. Przeznaczony na długie wyprawy w rejony bardziej niedostępne, gdzie większość wyposażenia trzeba dostarczyć na własnych plecach. Budowa podobna do plecaka turystycznego.

- specjalistyczny:
  - wspinaczkowy – nieduży, o zwartej budowie, bez troków zewnętrznych.
  - camelbak – plecak z elastycznym wkładem na wodę.
  - kurierski – wodoodporny, wyposażony w elementy odblaskowe, wykorzystywany przez kurierów rowerowych.
  - dostawczy – służący np. do przewozu pizzy.
  - nosidełko dziecięce – przeznaczone do bezpiecznej wędrówki z małymi dziećmi.
  - kostka – plecak wojskowy w kształcie prostopadłościennym, wycofany z WP w 1989 roku i popularny dzięki demobilowi.
  - fotograficzny – przeznaczony od transportu sprzętu fotograficznego. Wewnątrz posiada przegrody z miękkiej pianki pozwalające na bezpieczne ułożenie sprzętu. Przegrody umieszczone są na rzepach, co pozwala na dowolną konfigurację plecaka w zależności od sprzętu jaki ma być do niego załadowany.